# لیوبومل
لیوبومل (به روسی: Лю́бомль) شهری در استان ولین در کشور اوکراین واقع شده‌است. جمعیت این شهر ۱۰,۴۲۱ نفر (۲۰۲۱ تخمینی) است.

## نگارخانه

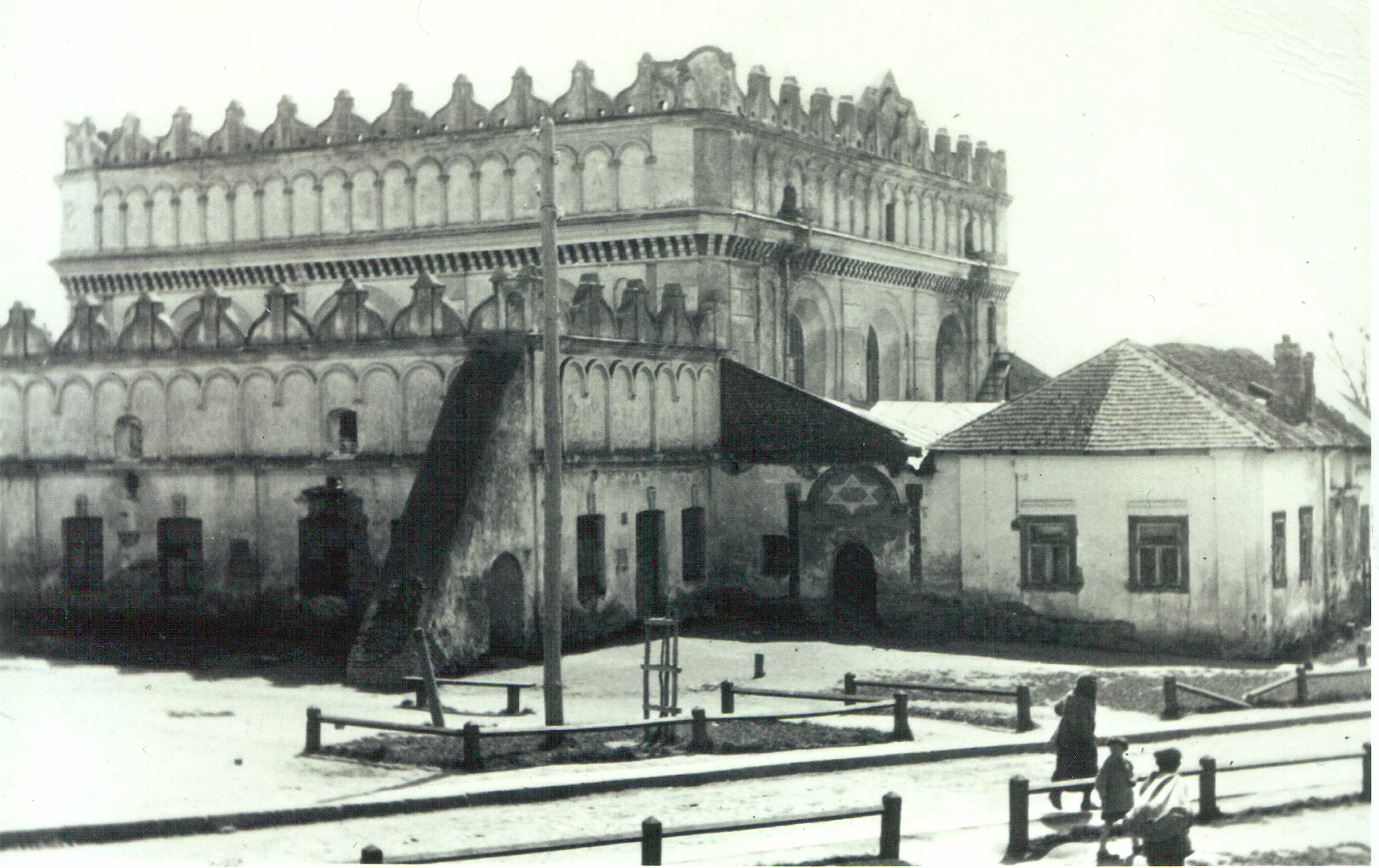
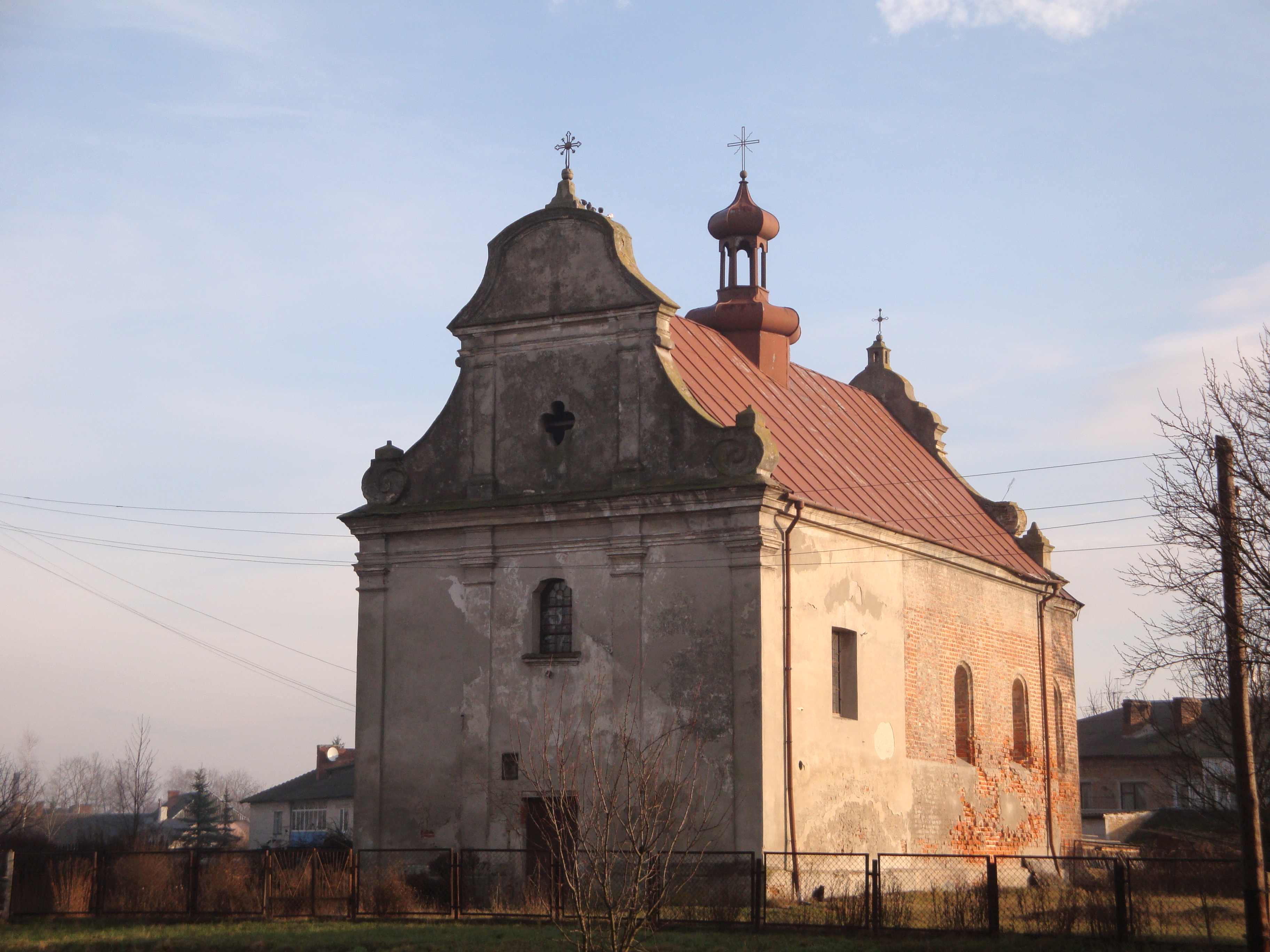
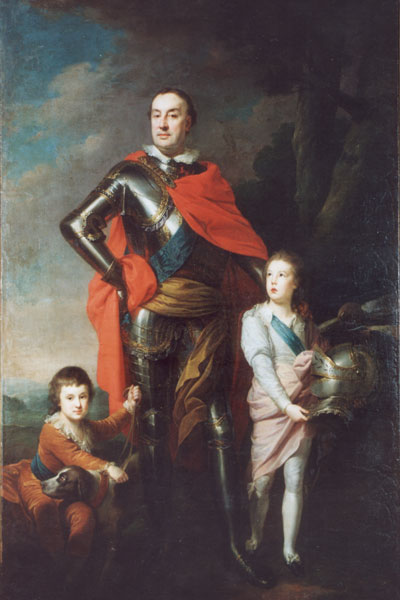
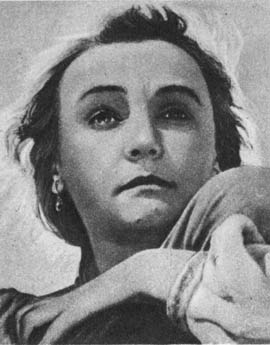
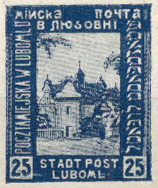